# Abraham van Stolk Janszoon

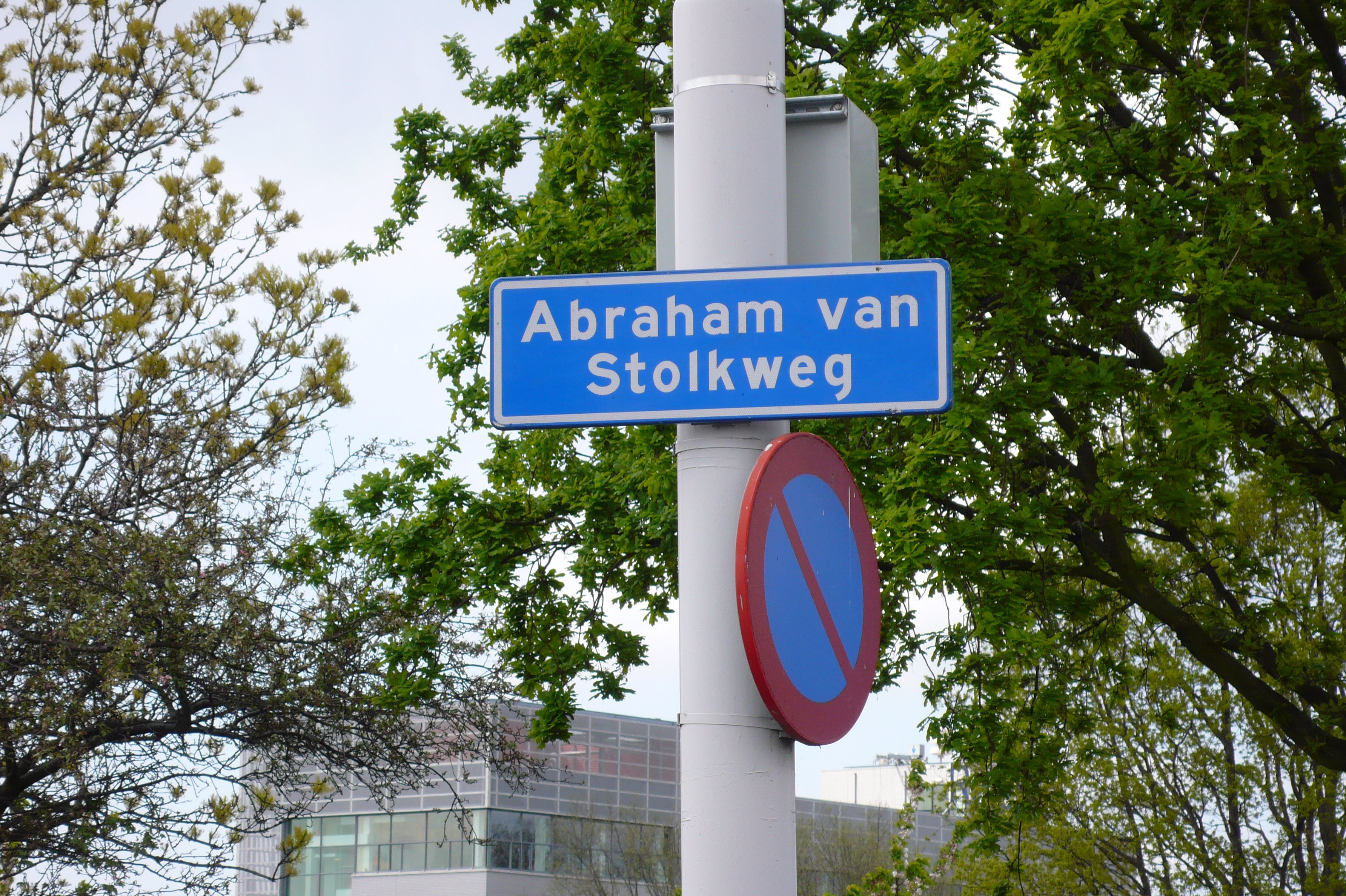
Straatnaambord Abraham van Stolkweg, Rotterdam

 Abraham van Stolk  (1762-1819) was eigenaar van de gelijknamige Rotterdamse houthandel.
De familie Van Stolk bezat vanaf 1727 een houthandel aan de Rotterdamse Schie. Deze firma droeg sedert het begin van de negentiende eeuw de naam Abraham van Stolk.
Wegens stadsuitbreiding werd het bedrijf in 1927 gedwongen te verhuizen naar de Delfshavense Schie. 
De weg langs het nieuwe bedrijf heet sinds 1928 de Abraham van Stolkweg.